# فهرست دانشکده‌های دامپزشکی
این مقاله فهرستی از دانشکده‌های دامپزشکی در سراسر جهان بر اساس کشور ارائه می‌دهد.

## اندونزی
- دانشکده دامپزشکی دانشگاه ایرلانگا[۱]
- دانشکده دامپزشکی دانشگاه گدجه مادا[۲]
- دانشکده دامپزشکی دانشگاه حسن الدین[۳]
- دانشکده دامپزشکی و علوم زیست پزشکی دانشگاه IPB (دانشگاه کشاورزی بوگور)[۴]
- انشکده دامپزشکی اوندانا دانشگاه Nusa Cendana[۵]
- دانشکده دامپزشکی دانشگاه سیاه کوالا[۶]
- دانشکده دامپزشکی دانشگاه اودایانا،[۷]
- دانشکده دامپزشکی دانشگاه براویجایا[۸]
- دپارتمان دامپزشکی دانشگاه ایالتی پادانگ
- دانشکده دامپزشکی دانشگاه ماندالیکا
- دپارتمان دامپزشکی دانشگاه پادجاران
- دپارتمان دامپزشکی دانشگاه ریاو
- دانشکده دامپزشکی دانشگاه ویجایا کوسوما[۹]

## ایران
- دانشکده دامپزشکی دانشگاه تخصصی فناوری‌های نوین آمل
- دانشکده دامپزشکی دانشگاه آزاد اسلامی واحد بابل
- دانشکده دامپزشکی دانشگاه آزاد اسلامی واحد بافت
- دانشکده دامپزشکی دانشگاه آزاد اسلامی واحد گرمسار
- دانشکده دامپزشکی دانشگاه آزاد اسلامی واحد کرج
- دانشکده دامپزشکی دانشگاه آزاد اسلامی واحد کازرون
- دانشکده دامپزشکی دانشگاه رازی کرمانشاه
- دانشکده دامپزشکی دانشگاه آزاد اسلامی واحد سنندج
- دانشکده تخصصی دامپزشکی دانشگاه آزاد اسلامی واحد علوم و تحقیقات
- دانشکده دامپزشکی دانشگاه آزاد اسلامی واحد شبستر
- دانشکده دامپزشکی دانشگاه شهید چمران اهواز
- دانشکده دامپزشکی دانشگاه آزاد اسلامی واحد شهرکرد
- دانشکده دامپزشکی دانشگاه آزاد اسلامی واحد شوشتر
- دانشکده دامپزشکی دانشگاه آزاد اسلامی واحد تبریز
- دانشکده دامپزشکی دانشگاه آزاد اسلامی واحد ارومیه
- دانشکده دامپزشکی دانشگاه شهید باهنر کرمان
- دانشکده دامپزشکی دانشگاه مشهد
- دانشکده دامپزشکی دانشگاه سمنان
- دانشکده دامپزشکی دانشگاه شهرکرد
- دانشکده دامپزشکی دانشگاه شیراز
- دانشکده دامپزشکی دانشگاه تبریز
- دانشکده دامپزشکی دانشگاه تهران
- دانشکده دامپزشکی دانشگاه ارومیه

## عراق
- دانشکده دامپزشکی دانشگاه بغداد
- دانشکده دامپزشکی دانشگاه بصره
- دانشکده دامپزشکی دانشگاه دیالی[۱۰]
- دانشکده دامپزشکی دانشگاه فلوجه
- دانشکده دامپزشکی دانشگاه کوفه
- دانشکده دامپزشکی دانشگاه موصل[۱۱]
- دانشکده دامپزشکی دانشگاه تکریت

## ایرلند
- دانشکده دامپزشکی UCD کالج دانشگاه دوبلین[۱۲]

## اسرائیل
- دانشکده دامپزشکی کورت دانشگاه عبری اورشلیم[۱۳]

## ایتالیا
- دانشکده دامپزشکی دانشگاه باری[۱۴]
- دانشکده دامپزشکی دانشگاه بولونیا[۱۵]
- دانشکده دامپزشکی دانشگاه کامرینو[۱۶]
- دانشکده دامپزشکی دانشگاه مسینا[۱۷]
- دانشکده دامپزشکی دانشگاه میلان[۱۸]
- دانشکده دامپزشکی دانشگاه ناپل فدریکو دوم[۱۹]
- دانشکده دامپزشکی دانشگاه پادووا[۲۰]
- دانشکده دامپزشکی دانشگاه پارما[۲۱]
- دانشکده دامپزشکی دانشگاه پروجا[۲۲]
- دانشکده دامپزشکی دانشگاه پیزا[۲۳]
- دانشکده دامپزشکی دانشگاه ساساری[۲۴]
- دانشکده دامپزشکی دانشگاه ترامو[۲۵]
- دانشکده دامپزشکی دانشگاه تورین[۲۶]

## ژاپن
هفده مؤسسه در ژاپن دارای دانشکده دامپزشکی هستند:
- دانشکده دامپزشکی دانشگاه آزابو[۲۸]
- دانشکده متحد علوم دامپزشکی دانشگاه گیفو[۲۸]
- دانشکده تحصیلات تکمیلی دامپزشکی دانشگاه هوکایدو[۲۸]
- دپارتمان دامپزشکی دانشگاه ایواته[۲۸]
- دپارتمان دامپزشکی دانشگاه کاگوشیما[۲۸]
- دانشکده دامپزشکی دانشگاه کیتاساتو[۲۸]
- دپارتمان دامپزشکی دانشگاه نیهون[۲۸]
- دپارتمان علوم دامپزشکی دانشگاه دامپزشکی و علوم زیستی نیپون[۲۸]
- دانشکده دامپزشکی دانشگاه کشاورزی و دامپزشکی اوبیهیرو[۲۸]
- دانشگاه علوم اوکایاما[۲۹]
- دانشکده تحصیلات تکمیلی علوم زیستی و محیطی دانشگاه اوزاکا[۲۸]
- دانشکده دامپزشکی دانشگاه راکونو گاکوئن[۲۸]
- دانشکده متحد تحصیلات تکمیلی علوم دامپزشکی دانشگاه کشاورزی و فناوری توکیو[۲۸]
- دانشکده دامپزشکی دانشگاه توتوری[۲۸]
- دانشکده کشاورزی، دپارتمان علوم دامپزشکی دانشگاه میازاکی[۲۸]
- دانشکده کشاورزی، دپارتمان علوم دامپزشکی دانشگاه توکیو[۲۸]
- دپارتمان دامپزشکی دانشگاه یاماگوچی[۲۸]

## اردن
- دانشکده دامپزشکی دانشگاه علم و صنعت اردن[۳۰]

## کنیا
- دانشکده دامپزشکی دانشگاه نایروبی

## کوزوو
- دانشکده کشاورزی و دامپزشکی دانشگاه پریشتینا[۳۱]

## لبنان
- دانشکده مهندسی کشاورزی و دامپزشکی دانشگاه لبنان[۳۲]

## لیبی
- دانشکده دامپزشکی دانشگاه عمر مختار[۳۳]
- دانشکده دامپزشکی دانشگاه الفاتح[۳۴]

## لیتوانی
- دانشگاه علوم بهداشت لیتوانی[۳۵]

## مالزی
- دانشکده دامپزشکی دانشگاه کلانتان[۳۶]
- دانشکده دامپزشکی مالزی دانشگاه پوترا[۳۷]

## مکزیک
- دانشکده دامپزشکی و دامپروری دانشگاه کشاورزی مستقل آنتونیو نارو[۳۸]
- مرکز علوم کشاورزی دانشگاه مستقل آگواسکالینتس[۳۹]
- مؤسسه تحقیقاتی در علوم دامپزشکی دانشگاه مستقل باجا کالیفرنیا[۴۰]
- مؤسسه علوم زیست پزشکی دانشگاه مستقل شهر خوارز
- دانشکده دامپزشکی و دامپروری دانشگاه مستقل ایالت مکزیک
- دانشکده دامپزشکی و دامپروری دانشگاه مستقل نووو لئون[۴۱]
- دانشکده علوم طبیعی دانشگاه مستقل کوئرتارو[۴۲]
- دانشکده دامپزشکی و دامپروری دانشگاه مستقل تاماولیپاس
- دانشکده دامپزشکی و دامپروری دانشگاه مستقل یوکاتان
- دانشکده دامپزشکی و دامپروری دانشگاه مستقل زاکاتکاس
- دانشکده دامپزشکی و دامپروری مرکز مطالعات دانشگاهی
- دانشکده دامپزشکی و دامپروری دانشگاه خودگردان شایسته پوئبلا
- بخش علوم زیستی و بهداشت دانشگاه مستقل متروپولیتن
- بخش علوم زیستی و کشاورزی دانشگاه میچوآکانا سن نیکلاس هیدالگو[۴۳]
- دانشکده دامپزشکی و دامپروری دانشگاه مستقل ملی مکزیک[۴۴]
- دانشکده تحصیلات تکمیلی دانشگاه مستقل ملی مکزیک در کواتیتلان
- گروه علوم کشاورزی و دامپزشکی مؤسسه فناوری سونورا
- دانشکده دامپزشکی و دامپروری دانشگاه وراکروزانا[۴۵]
- مرکز علوم زیستی و کشاورزی دانشگاه گوادالاخارا[۴۶]
- دانشکده دامپزشکی و دامپروری دانشگاه دره مکزیک، کویوآکان[۴۷]
- دانشگاه بهاءالدین زکریا[۴۸]
- دانشگاه دامپزشکی و علوم دامی چولستان، بهاوالپور[۴۹]
- دانشکده دامپزشکی و علوم دامی، جانگ[۵۰]
- دانشکده دامپزشکی و علوم دامی (FVAS)، دانشگاه کشاورزی MNS، مولتان
- کالج علوم دامپزشکی گومال[۵۱]
- دانشگاه اسلامیه[۵۲]
- دانشگاه کشاورزی، آب و علوم دریایی Lasbela[۵۳]
- دانشگاه کشاورزی پیر مهرعلی شاه آرید[۵۴]
- دانشکده علوم دامپزشکی ریفا[۵۵]
- دانشگاه کشاورزی سند[۵۶]
- دانشگاه کشاورزی فیصل آباد[۵۷]
- دانشگاه کشاورزی پیشاور[۵۸]
- دانشگاه پونچ[۵۹]
- دانشگاه دامپزشکی و علوم دامی لاهور[۶۰]

## لهستان
- مرکز دانشگاهی دامپزشکی دانشگاه یاگیلونیا و دانشگاه کشاورزی کراکوف[۶۱]
- دانشکده دامپزشکی دانشگاه علوم زندگی در لوبلین[۶۲]
- دانشکده دامپزشکی و علوم دامی دانشگاه علوم زیستی پوزنان[۶۳]
- دانشکده دامپزشکی دانشگاه وارمیا و مازوری در اولشتین[۶۴]
- دانشکده دامپزشکی دانشگاه علوم زیستی ورشو[۶۵]
- دانشکده دامپزشکی دانشگاه محیط زیست و علوم زیستی وروتسواف[۶۶]

## سنت کیتس
- دانشکده دامپزشکی دانشگاه راس[۶۷]

## عربستان سعودی
- دانشکده دامپزشکی و منابع حیوانی دانشگاه ملک فیصل[۶۸]

## سنگال
- دانشگاه بین ایالتی علوم دامپزشکی و پزشکی در داکار[۶۹]

## صربستان
- دانشکده دامپزشکی دانشگاه بلگراد[۷۰]
- دانشکده کشاورزی دانشگاه نووی ساد[۷۱]

## ایالات متحده
سی و سه کالج دامپزشکی دارای اعتبار در ایالات متحده هستند:
- دانشکده دامپزشکی دانشگاه آبرن[۷۳]
- دانشکده دامپزشکی و علوم پزشکی دانشگاه ایالتی کلرادو[۷۴]
- کالج دامپزشکی دانشگاه کورنل[۷۴]
- کالج دامپزشکی دانشگاه ایالتی آیوا[۷۵]
- دانشکده دامپزشکی دانشگاه ایالتی کانزاس[۷۵]
- دانشگاه یادبود لینکلن
- دانشگاه لانگ آیلند[۷۶]
- دانشکده دامپزشکی دانشگاه ایالتی لوئیزیانا
- کالج پزشکی دامپزشکی دانشگاه ایالتی میشیگان
- دانشکده دامپزشکی دانشگاه غرب میانه
- دانشکده دامپزشکی دانشگاه ایالتی میسیسیپی
- کالج دامپزشکی دانشگاه ایالتی کارولینای شمالی[۷۴]
- دانشکده دامپزشکی دانشگاه ایالتی اوهایو[۷۴]
- دانشکده دامپزشکی دانشگاه ایالتی اوکلاهاما
- دانشکده دامپزشکی دانشگاه ایالتی اورگان
- دانشکده دامپزشکی دانشگاه پردو
- کالج پزشکی دامپزشکی و علوم بیومدیکال a&amp;M تگزاس[۷۴]
- دانشکده دامپزشکی دانشگاه تکزاس[۷۶]
- دانشگاه تافتس دانشکده دامپزشکی کامینگز[۷۴]
- دانشگاه تاسکیگی دانشکده دامپزشکی
- دانشگاه آریزونا دانشکده دامپزشکی[۷۷]
- دانشگاه کالیفرنیا، دانشکده دامپزشکی دیویس[۷۴]
- دانشکده دامپزشکی دانشگاه فلوریدا
- دانشکده دامپزشکی دانشگاه جورجیا[۷۴]
- دانشگاه ایلینوی در کالج دامپزشکی اوربانا-چامپاین
- دانشگاه مینه سوتا دانشکده دامپزشکی[۷۴]
- دانشگاه میسوری دانشکده دامپزشکی[۷۵]
- دانشکده دامپزشکی دانشگاه پنسیلوانیا[۷۴]
- دانشکده دامپزشکی دانشگاه تنسی
- دانشکده دامپزشکی دانشگاه ویسکانسین-مدیسن[۷۴]
- کالج دامپزشکی ویرجینیا-مریلند
- دانشکده دامپزشکی دانشگاه ایالتی واشینگتن
- دانشکده دامپزشکی دانشگاه علوم بهزیستی غرب